# Janine Wissler
Janine Wissler (de son vrai nom Janine Wißler, née le 23 mai 1981 à Langen, Hesse) est une femme politique allemande du parti Die Linke.
De 2008 à 2021, elle est membre du parlement du Land de Hesse, dont elle est présidente du groupe de Die Linke à partir de 2009 et présidente de la commission sur l'économie, l'énergie, les transports et du logement de janvier 2019 à octobre 2021.
Le 27 février 2021, elle est élue coprésidente élue du parti Die Linke avec Susanne Hennig-Wellsow. Elle est députée au Bundestag depuis le 26 octobre 2021.

## Biographie
Janine Wissler a grandi à Dreieich et Neu-Isenburg, deux villes dans la banlieue d'Offenbach. Son père était directeur des ventes pour une chaîne de quincailleries et syndicaliste, sa mère employée d'une compagnie d'assurance automobile. Dans les années 1970, sa mère était militante du Parti communiste allemand et a par la suite sympathisé avec les Verts.
Janine Wissler a fréquenté l'école Wingert à Dreieich entre 1987 et 1991, puis le collège-lycée Ricarda-Huch de 1991 à 2001, où elle a passé son baccalauréat. Elle a ensuite poursuivi des études en sciences politiques entre de 2001 à 2012 à l'université Johann Wolfgang Goethe de Francfort-sur-le-Main, dont elle a obtenu un diplôme en sciences politiques. En parallèle de ses études, elle a travaillé comme vendeuse à temps partiel dans un magasin de bricolage entre 2002 à 2007. De 2006 à 2008, elle a également travaillé au bureau de la circonscription du député du Parlement Fédéral d'Allemagne Werner Dreibus.
Wissler est célibataire et vit à Francfort-sur-le-Main. Elle est fan de football et membre du fan club de l'Eintracht de Francfort au parlement du Land de Hesse.

## Positionnement politique
En tant qu'étudiante, elle a participé en 2004 à la fondation du WASG (Alternative électorale travail et justice sociale), pour protester contre l'Agenda 2010 du gouvernement fédéral rouge-vert.

### Mandats et engagements

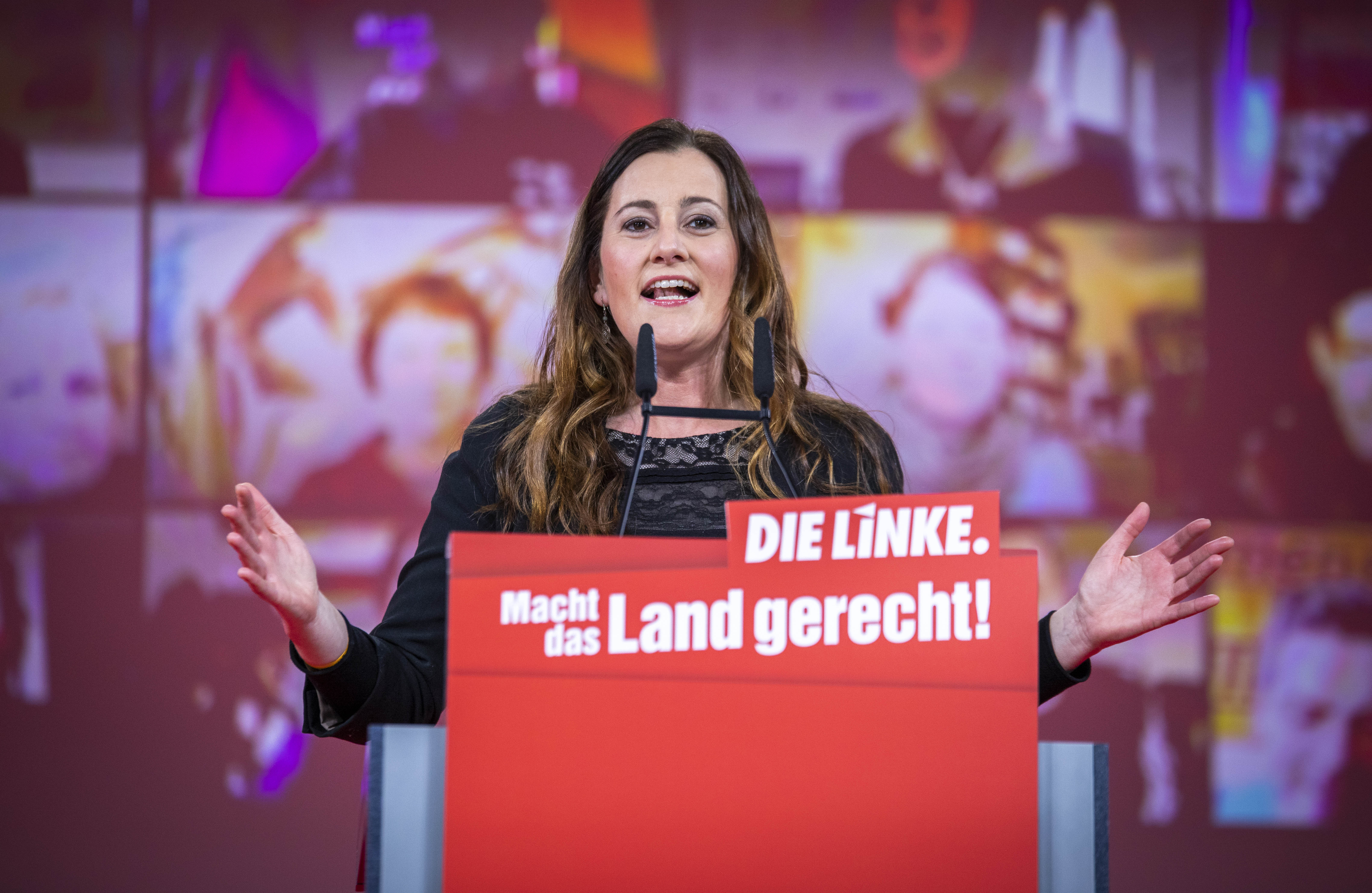
Janine Wissler lors du 7e congrès du parti Die Linke (2021).

Après la fusion du WASG avec le PDS pour former Die Linke en juin 2007, Wissler est devenu membre du comité exécutif fédéral ainsi que du comité exécutif du Land de Hesse. Présente sur la liste électorale de la gauche, elle entre au parlement lors des élections régionales de janvier 2008, et a été réélue lors des nouvelles élections de 2009. Elle s'est présentée lors des deux scrutins dans la sixième circonscription de Francfort-sur-le-Main. De 2008 à 2009, elle a été vice-présidente du groupe parlementaire de gauche au parlement du Land de Hesse, et à partir de 2009, elle a présidé le groupe avec Willi van Ooyen. Depuis la démission de ce dernier, elle en est la seule présidente. Lors des élections régionales de 2013 et 2018, elle s'est présentée dans la seconde circonscription de Francfort-sur-le-Main II et a été réélue.
Wissler préside l'association politique du district de Francfort-sur-le-Main depuis 2011. En 2012, elle s'est présentée aux élections à la mairie et a obtenu 3,8 % des voix au premier tour du scrutin du 25.février 2012. Lors des élections municipales de Francfort en 2018, elle a remporté 8,8% des voix au premier tour du scrutin.
Lors de la 4e conférence du parti Die Linke à Berlin en mai 2014, Wissler a été élue vice-présidente de son parti. Le 4 septembre 2020, elle a annoncé se présenter pour l'élection de la présidence fédérale du parti.
Elle est membre d'Attac et du syndicat Verdi. Une fois candidate à la présidence de Die Linke, elle quitte le réseau trotskyste Marx21 et la Gauche socialiste en raison du fait que ces deux groupes, qui appartiennent à l'aile gauche du parti, se trouvent sous surveillance de l'Office fédéral de protection de la Constitution
Lors de la 7e conférence du parti Die Linke, en février 2021, Janine Wissler est élue codirigeante du parti avec 84,2 % des voix.
En avril 2022, la co-présidente élue à ses côtés, Susanne Hennig-Wellsow, démissionne, après la révélation par Der Spiegel de cas de harcèlement et d’agressions sexuelles au sein de Die Linke, visant notamment l'ancien compagnon de Janine Wissler, laquelle aurait cherché à étouffer le scandale.

### Positions politiques
En tant que représentant de la gauche pour le Land de Hesse, Ulrich Wilcken a déclaré à l'approche des élections régionales du Land de Hesse en 2013 que Wissler « se positionne très clairement pour la paix et la justice sociale ». Pour les représentants des autres groupes parlementaires de gauche, elle est considérée comme « fiable » et « constructive en comparaison à d'autres ». En raison de son influence dans l'association trotskyste Linksruck (aujourd'hui Marx 21) et des positions politiques de gauche associées, elle est également controversée au sein de son parti.
Janine Wissler rejette le capitalisme comme un « système cruel et inhumain ». Le quotidien FAZ souligne que dans un discours prononcé en 2011, Wissler a affirmé que la société sans classes ne pouvait « pas être réalisée par les parlements ou les gouvernements ». Elle a également déclaré qu'il ne fallait « pas croire illusoirement » que la société pourrait « évoluer et sortir de ses ornières » au moyen de « motions et de discours au parlement […] ». Son collègue du parti, Bernd Riexinger, considère que cet extrait de son discours a été sorti de son contexte, et a déclaré en 2020 que Wissler avait mené un « plutôt bon » programme parlementariste au parlement du Land de Hesse.
En matière de politique étrangère et de défense, elle s'est prononcée en 2014 en faveur du retrait de la République fédérale d'Allemagne de l'OTAN et pour une dissolution de celle-ci. Elle rejette les interventions militaires à l'étranger, même sous mandat de l'ONU, car selon elle « les « interventions humanitaires », ça n'existe pas ». Concernant une éventuelle coalition avec d'autres partis, elle a déclaré en 2020 que la fin des missions de la Bundeswehr et l'arrêt des exportations d'armes font partie pour elle des principes « non négociables ».
Pendant la pandémie de Covid-19, Wissler a renouvelé sa demande d'une taxe foncière pour les « 0,7% les plus riches de la population » en raison de l'augmentation des dépenses de l'État. Elle qualifie d'insuffisant le paiement unique de 150 euros aux bénéficiaires de l'Harz-IV (équivalent du Revenu de solidarité active). Elle s'est dite préoccupée par le fait que la crise du Covid aggraverait encore les inégalités sociales.
Lors des manifestations contre l'ouverture du nouveau bâtiment de la BCE le 18 mars 2015, elle travaillait comme observatrice parlementaire et a également accompagné le groupe italien « arc-en-ciel ». Selon la police, ce groupe serait le principal responsable des émeutes dans le centre-ville. Wissler a condamné ces actes : « Ce n'est absolument pas cela qui devait se passer. Nous voulions une manifestation pacifique contre la BCE. »
Lors du congrès du parti fédéral du Parti de gauche en juin 2018, en tant que chef du groupe parlementaire de Hesse, elle s'est opposée aux expulsions collectives en criant "Vive l'industrie anti-déportation!" En conséquence de son implication dans le complexe NSU, elle a également appelé à la dissolution de la protection de la constitution. Après son élection comme coprésidente de Die Linke, le secrétaire général de la CDU de Hesse Manfred Pentz a souligné que les positions de la gauche avec Wissler « dont tout le monde sait qu'elle est communiste » ne peuvent désormais que différer par leur contenu de celles des chrétiens-démocrates.

### Image dans l'opinion publique
L'ascension rapide de Wissler au sein du parti et au parlement, en tant que très jeune femme politique sous le mandat du Premier ministre conservateur de Hesse, Roland Koch, a été soutenue par les dirigeants du parti de l'époque. Wissler est considérée comme l'une des meilleurs oratrices du parlement du Land de Hesse,. En 2014, lorsqu'elle a été élue vice-présidente fédérale de Die Linke, elle a reçu de loin le meilleur résultat de tous les candidats. Elle dispose de nombreux réseaux de qualité, et de liens de longue date avec l'organisation trotskyste « Linksruck », dont elle n'a jamais abandonné les positions.

## Victime du scandale de la police de Hesse
Wissler fait partie des personnes touchées par le scandale de la police de Hesse. Au cours de l'été 2020, elle a signalé avoir reçu en février 2020 des menaces de mort provenant de membres de l'extrême droite. Selon les enquêteurs, ces messages provenaient d'un ordinateur de la police et portaient l'abréviation « NSU 2.0. », en référence à l'organisation terroriste des années 2000. En juillet 2020, elle et d'autres hommes et femmes politiques du Land de Hesse, mais aussi deux membres de Die Linke travaillant à Berlin, ont reçu de nouveaux e-mails menaçants de ce type. Elle a alors évoqué une menace claire pour sa vie,. Le ministre de l'Intérieur du land de Hesse Peter Beuth (CDU) a nommé un enquêteur spécial et, pour la première fois au cours du scandale, a évoqué publiquement la possibilité d'un réseau d'extrême droite au sein de la police de Hesse. Beuth a affirmé n'avoir pas été informé de l'enquête menée par le bureau de la police criminelle du Land de Hesse à propos des courriels menaçants contre Wissler,,.

## Liens web
- Site Web de Janine Wissler.
- Janine Wissler (stellvertretende Parteivorsitzende). (de) « DIE LINKE: Für Solidarität und soziale Gerechtigkeit! », sur DIE LINKE (consulté le 12 juillet 2021).
- Janine Wissler. Groupe parlementaire de gauche au parlement du Land de Hesse « Janine Wissler | Hessischer Landtag », sur hessischer-landtag.de (consulté le 12 juillet 2021).